# Can Padellàs
Can Padellàs és una masia de Teià (Maresme) inclosa en l'Inventari del Patrimoni Arquitectònic de Catalunya.

## Història
A través dels fogatges de 1515 i 1553 es pot deduir que aquesta casa pertanyia a la família Torra. A principis del segle xviii, passà mans de la família Padellàs, fins que Josepa de Togores i de Padellàs morí el 1881 i nomenà hereu el seu marit Joan Antoni López de Pastor, a condició que portés el cognom Padellàs.

## Descripció
Masia de planta baixa, pis i golfes, coberta amb una teulada a dues vessants amb el carener perpendicular a la façana principal. Tant la porta, d'arc de mig punt adovellat, com les obertures estan realitzades amb carreus de pedra de granit.
Adossat al cos principal de la casa hi ha un altre cos que segueix la inclinació de la mateixa teulada i que compta amb planta baixa i pis, i un altre de construcció més recent que consta només d'una planta baixa i un terrat amb balustrada. L'interior de la casa ha estat molt reformat.
En un dels annexes es troba instal·lat un restaurant.